# Zellwachstum
Zellwachstum (englisch cell growth) ist die Größen- und Volumenzunahme einzelner Zellen. Sie ist genetisch gesteuert und findet vornehmlich zwischen aufeinander folgenden Zellteilungen statt. Voraussetzung für das Zellwachstum ist ein funktionierender zellulärer Metabolismus, ein Vorgang, bei dem die Zellen Nährstoffmoleküle verarbeiten.
Die maximale Größenzunahme ergibt sich aus dem Verhältnis von Oberfläche zu Volumen. Da die Oberfläche mathematisch nur zum Quadrat, das Volumen aber zum Kubus wächst, besitzt eine Zelle irgendwann nicht mehr genügend Oberfläche, um genügend Nährstoffe auf- und Schadstoffe abzugeben. Daher ist die Größe von Einzellern begrenzt. Diese Begrenzung ist wohl auch für die Entwicklung der Vielzelligkeit verantwortlich.
In der Medizin, speziell in der Onkologie, wird der Begriff Zellwachstum häufig auch mit der Zunahme der Zellzahl (beispielsweise in einem Tumor) gleichgesetzt. Hierbei wachsen (abgesehen von Größenänderungen während der Zellteilung) die einzelnen Zellen nicht, sondern nur die Zellkultur (beispielsweise Bakterienstämme). Speziell Tumorwachstum folgt oft in guter Näherung der bekannten Gompertz-Gleichung:
{\displaystyle {\frac {dN}{dt}}=\lambda e^{-at}N}
Hierbei entspricht die exponentielle Abnahme der Wachstumsrate einer schlechten Nährstoffversorgung im inneren eines soliden Tumors.